# تضاد مفاتیح‌الجنان با قرآن
تضاد مفاتیح الجنان با آیات القرآن کتابی است نوشته سید ابوالفضل برقعی قمی که در ابتدا به دلیل برای روبه‌رو نشدن با مشکل مجوز انتشار، به نام «مفاتیح و قرآن» انتشار یافت؛ ولی به دلیل جلوگیری از پخش آن، بعداً به صورت تایپ دستی منتشر و در اختیار بعضی از علاقه‌مندان گذاشته شد. در این کتاب نویسنده مغایرت‌های موجود بین قرآن و آنچه که در مفاتیح‌الجنان نوشته شده‌است را بررسی نموده‌است.
این کتاب جزء کتاب‌های چاپ ممنوع در ایران است و به صورت نسخه‌های الکترونیکی در وبگاه‌های خارج از ایران منتشر شده‌است
۱۵ سال پس از مرگ نویسنده، این کتاب در خارج از ایران طبع و انتشار یافته‌است.

## فرازهایی از کتاب
از جمله خرافاتی که درمیان عوام مسلمین حتّی در تعدادی از عالم نمایان رواج دارد و نتیجه سکوت علماست، اعتقاد به کرامات و معجزات از جانب قبور ائمّه یا اعقاب آنها یا سایر بزرگان دین است. در حالیکه چنین اعتقاداتی مخالف اصل «توحید» و عقاید اصیل اسلامی و قرآنی است. (صفحه 18)
شیخ عباس در بخش «حرز حضرت فاطمه» یک دعای ضدّ تب نقل کرده و در «اعمال شب اول رمضان» یک غسل ضدّ خارش تعلیم داده و در «اعمال روز عید فطر» از قول شیخ مفید می‌گوید «خوردن خاک سید الشهداء (ع) شفای هر دردی است»! و در «اعمال روز اول محرّم» از قول شیخ طوسی می‌گوید «مستحبّ است که خاک امام حسین (ع) تناول شود» !! درحالیکه پر واضح است اسلام قطعاً توصیه‌های خلاف بهداشت ندارد. (صفحه ۳۰)

## نقد کتاب و پاسخ به برقعی
در زمان انتشار و پس از آن و بخصوص بعد از چاپ کتاب در کشورهای دیگر، ردیه‌ها و نقدهایی به مطالب کتاب از طرف برخی از شیعیان نوشته شده‌است
این کتاب جزو تألیفات جریانی است که از دید برخی، از آن به عنوان «سلفی‌گری ایرانی» نام برده می‌شود. از دید برخی، ایراداتی که برقعی بر مفاتیح وارد کرده الزاماً ربطی به تضاد با قرآن نداشته و مطالبی همچون نقد کردن سند دعا یا امور متفرقه را شامل می‌شود.